# Hypogastrura bokusi
Hypogastrura bokusi är en urinsektsart som beskrevs av Riozo Yosii 1961. Hypogastrura bokusi ingår i släktet Hypogastrura och familjen Hypogastruridae. Inga underarter finns listade i Catalogue of Life.